# Ziekte van Andrews-Barber
De ziekte van Andrews-Barber of pustulosis palmoplantaris is een chronische huidaandoening die zich kenmerkt door de aanwezigheid van pustels op handpalmen en voetzolen. Het ziektebeeld komt regelmatig in combinatie met psoriasis voor en wordt dan psoriasis palmoplantaris of psoriasis pustulosis palmoplantaris genoemd. De ziekte is vernoemd naar de uit New York afkomstige huidarts George Clinton Andrews (1891-1934) en de Britse huidarts Harold Wordsworth Barber (1886-1955).
De aandoening komt meer voor bij vrouwen dan mannen en ontstaat over het algemeen tussen het twintigste en zestigste levensjaar. De ziekte kent een chronisch recidiverend karakter en kan tot tien jaar voortduren alvorens zij volledig verdwijnt. Hoe vaak de aandoening voorkomt en waardoor deze wordt veroorzaakt, is niet precies bekend. Wel is een relatie aangetoond tussen pustulosis palmoplantaris en roken. Ook de emotionele toestand van een patiënt heeft een grote invloed op de ernst van de aandoening.
De ziekte van Andrews-Barber kenmerkt zich zoals gezegd door pustels op handpalmen en voetzolen. Verder klagen patiënten over jeuk en met name over branderigheid, wat kan leiden tot huidbeschadigend krabben. Omdat het genezingsproces veelal leidt tot een erythematosquameuze (roodschilferende) huid, doet het ziekteproces vaak denken aan eczemateuze aandoeningen.
Bij lichte vormen kan een crème of zalf met toegevoegde corticosteroïden reeds voldoende zijn om de klachten te verminderen. Voor hardnekkigere en/of uitgebreidere vormen dient een antimicrobieel middel als bijvoorbeeld tetracycline te worden toegevoegd om voldoende resultaat te behalen. Bij ergere vormen wordt bovendien lichttherapie toegepast, of soms retinoïden (acitretine) in tabletvorm.
Patiënten worden daarnaast, indien van toepassing, aangemoedigd te stoppen met roken, omdat zo spontaan herstel wordt bevorderd en de therapie tot betere resultaten leidt.